# 반증 가능성
반증 가능성(反證可能性, Falsifiability)은 검증하려는 가설이 실험이나 관찰로 반증될 가능성이 있는지를 의미한다. 어떤 주장과 반대되는 증거가 그 주장을 지지하는 증거보다 진위를 가리는 데 정보를 훨씬 더 많이 담는다는 주장이다.

## 의미
어느 가설이 반증 가능성을 가진다는 것은 그 가설을 어떤 실험이나 관측으로 반증할 가능성이 있다는 것을 의미한다. 예를 들면 “아침에 태양이 동쪽에서 뜬다”라는 가설은 “아침에 태양이 동쪽에서 뜨지 않는다”라는 관측으로 반증할 수 있다. 어떤 실험이나 관측으로도 반증되지 않는 구조의 가설을 반증 불가능한 가설이라고 부른다. 그러나 반증 가능성이라는 개념의 존재를 인정하는 것과 반증주의를 혼동해서는 안 된다. 또 반증 가능성은 반증 불가능한 명제의 의미, 가치, 유용성을 배제하지 않는다.

## 반증가능성과 가설

### 원자명제
원자 명제(原子命題)는 “아침에 태양이 동쪽에서 뜬다”, “김철수는 개를 기르고 있다” 등과 같이 그 자체로 뜻이 완결된 단독 명제이다. 원자 명제는 반증이 가능한가 불가능한가 중 어느 한쪽이다.
일상에서 자주 과학적이라고 여겨지는 명제 가운데 원자 명제로 볼 수는 있어도 반증할 수는 없는 경우가 있다. 예를 들면 “1923년에 간토 대지진이 있었다”, “그는 살인을 범했다” 등이다. 이런 가설의 시제를 보면 알 수 있듯 일견 과학적이지만 그 자체로 반증 가능성이 없는 가설은 그 가설의 의미 내용 즉 검증의 직접적인 대상이 과거의 사건일 때 많이 볼 수 있다.

### 주요가설(hard core)과 보조가설(protective belt)
보통 검증하려는 가설은 원자 명제 몇 개가 논리적으로 결합해 이루어진다. 그리고 그것만을 검증하는 게 목적인 가설을 주요 가설이라고 부르고, 그 전제나 조건이 되는 제명제를 보조 가설이라고 부른다.(주, 무엇을 주요 가설로 하고 무엇을 보조 가설로 할 것인지는 보통 검증자가 임의적으로 정한다).
예를 들어 “내일 태양이 동쪽에서 뜨는 것을 나는 볼 것이다”라는 가설을 주요 가설이라고 하면, 이때 검증자는 통상적으로 여러 가지 전제나 조건을 부여한다. “내일 비가 내리지 않는다면”, “나의 관측이 방해를 받지 않는다면” 등이다. 게다가 애매함을 피하기 위해서 “지평선의 어느 범위로부터 떠오르면 동쪽에서 떠오른 것으로 말할 수 있는 것인가”도 정의할 필요가 있다. 이것들이 “내일 태양이 동쪽에서 뜨는 것을 나는 볼 것이다”라는 가설의 보조 가설이 된다. 보조 가설 안에는 너무나 당연해서 검증자가 평상시 의식하지 않는 것도 포함된다. 그리고 주요 가설과 보조 가설을 각각 살펴보고 반증 가능한지를 판정한다. 그러므로 “내일 비가 내리지 않고 나의 관측이 방해 받지 않는다면 태양이 동쪽에서 뜨는 것을 나는 볼 것이다”라는 가설은 “내일 동쪽에서 태양이 뜨는 것을 나는 볼 것이다”를 주요 가설로 하고 또 “내일 비가 내리지 않는다” 및 “내 관측이 방해받지 않는다”를 보조 가설로 함으로써 그 모든 원자 명제에 대해 반증 가능한 가설이 하나 만들어진다.
이 가설은 논리적인 추론이기 때문에 “내일 비가 내리지 않는다” 및 “내 관측이 방해받지 않는다”가 반증되지 않았음에도 불구하고 “내일 동쪽에서 태양이 뜨는 것을 나는 볼 것이다”가 반증되었을 때 이 가설은 올바르지 않다고 보인다.

## 같이 보기
- 반증주의
- 칼 포퍼